# ГЕС Бакурато
ГЕС Бакурато (Gustavo Díaz Ordáz) — гідроелектростанція у мексиканському штаті Сіналоа. Використовує ресурс із річки Сіналоа, яка впадає до південної частини Каліфорнійської затоки.
У 1977—1981 роках річку перекрили насипною греблею висотою 116 метрів, довжиною 860 метрів та шириною по гребеню 10 метрів, яка потребувала 9,1 млн м3 матеріалу. Вона утримує водосховище з площею поверхні від 113,3 км2 до 141,6 км2 та об'ємом 1860 млн м3 (під час повені до 2823 млн м3). Корисний об'єм при цьому становить 1766 млн м3, що забезпечується коливанням рівня поверхні між позначками 183 та 239 метрів НРМ (під час повені до 253 метрів НРМ).
В 1987-му греблю доповнили генеруючими потужностями. Для цього проклали дериваційний тунель довжиною  біля 1,6 км, який виводить до розташованого на правому березі Сіналоа машинного залу. При цьому оскільки річка після греблі описує кілька великих петель, відстань до залу по руслу становить майже три десятки кілометрів. Станція обладнана двома турбінами типу Френсіс потужністю по 46  Вт.
Окрім виробництва електроенергії, комплекс забезпечує зрошення 112 тисяч гектарів земель.